# Обава
Оба́ва — село в Україні, у Закарпатській області, Мукачівському районі. Входить до складу Чинадіївської селищної громади.

## Історія
На схилі тераси і пагорба, який перетинається новою автострадою, безпосередньо біля мосту через дорогу Чинадієве — Обава — пізньопалеолітичне місцезнаходження. На околиці Обави знайдено чотири бронзових скарби епохи пізньої бронзи. Два скарби в 1892 і 1928 роках знайдено на горі Мочовиця, до складу увійшов 61 предмет. Третій скарб з двох бронзових предметів знайдено в 1937 році на городі, у центрі села. Четвертий скарб з 23 предметів виявлено в 1965 році. В 1876 році в урочищі Тимковиця, недалеко від мінерального джерела, знайдено уламок бронзового долота.
4 лютого 1568 року головний єпископ комітату Берег — Лайош Сентянош, надав Данко Кочану мандат створити село для лісорубів уздовж потоку Обава. Село належало до власності замку Мункач.
Згадки: 1877-Dunkófalva, Obáva, 1913-Dunkófalva, 1930-Obava, 1944-Dunkófalva, Обава, 1983-Обава.

## Символіка
Село мало власну символіку. Так, на печатці громади, датованій 1844 роком, виступало зображення лісоруба з сокирою в руці. 1904 року Міністерство внутрішніх справ Королівства Угорщини затвердило для селища герб із складнішою емблемою: на блакитному щиті — з правого геральдичного боку зелене дерево, а з лівого — гора; перед ними йде в правий геральдичний бік мисливець із рушницею, попереду якого біжить хорт; у верхній частині щита срібна сокира, обрамлена зеленим лавровим вінком. Аналогічний герб виступав на громадській печатці Обави й пізніше, у період Чехословацької республіки (1920—1938 рр.).

## Релігія
храм Успіння пр. богородиці. XVIII ст.
Церква Успіння була збудована триверхою, у бойківському стилі приблизно на початку XVIII ст. Спорудили її з дуба в селі із загадковою назвою Смеречанське (можливо, Смерекова?). З часом село збудувало більшу церкву, а стару в 1788 р. перенесли до Обави. Тоді над бабинцем звели високу барокову вежу і церква набула лемківської форми, а поряд збудували шестигранну дерев'яну дзвіницю.
У 1930 р. в Обаві споруджено муровану церкву, а дерев'яну того ж року купив чеський підприємець Отто Кречмер. Церкву розібрали і 1931 р. перевезли до Чехії, у містечко Нова Пака, де її встановив у парку, поблизу вілли Кречмера місцевий майстер Їрасек.
Образи іконостаса реставрував учень художньої школи В. Кречмера К. Медлік. На початку 1990-х років віллу, у якій був розміщений дім для старих людей, повернуто О. Кречмеру. У церкві відбулася перша після 40-річної перерви греко-католицька служба, на яку зійшлося багато людей з околиці та Ліберця — місцевого центру греко-католиків. Пам'ятка чудово збереглася. Довжина церкви становить 14,1 м (вівтар — 4 м), ширина — 8,2 м, висота вежі — 16 м. Новенький ґонт вкрито консервуючим розчином.
Повністю збережено інтер'єр, іконостас, дерев'яні свічники, розкішну різьблену і мальовану ладу, вишиті рушники. По периметру нави, на верхньому вінці зрубу йде різьблений трикутниками фриз. Колишня дзвіниця перетворена на альтанку. Завідує будинком та доглядає за церквою пан Йозеф Коут.
Дерев'яну церкву в Обаві згадують в XVII ст. У урбаріальних документах 1699 р. записано, що «церква спустошена, парохії немає». У 1733 р. є згадка про дерев'яну церкву св. Миколи з одним малим дзвоном. У 1790 р. філії були в Дубині, Чабині, Косині, Нижній Грабівниці і в поселенні з назвою Zimbrilova, де в 1649 р. був свій священик, а в кінці XIX ст. згадують дерев'яну церкву.
У 1797 р. в церковних документах сказано, що треба якнайскоріше подати пропозиції щодо спорудження нової церкви на місці старої, що була збудована на 40 осіб і вже розвалювалася.
храм Покрови пр. Богородиці. 1930.

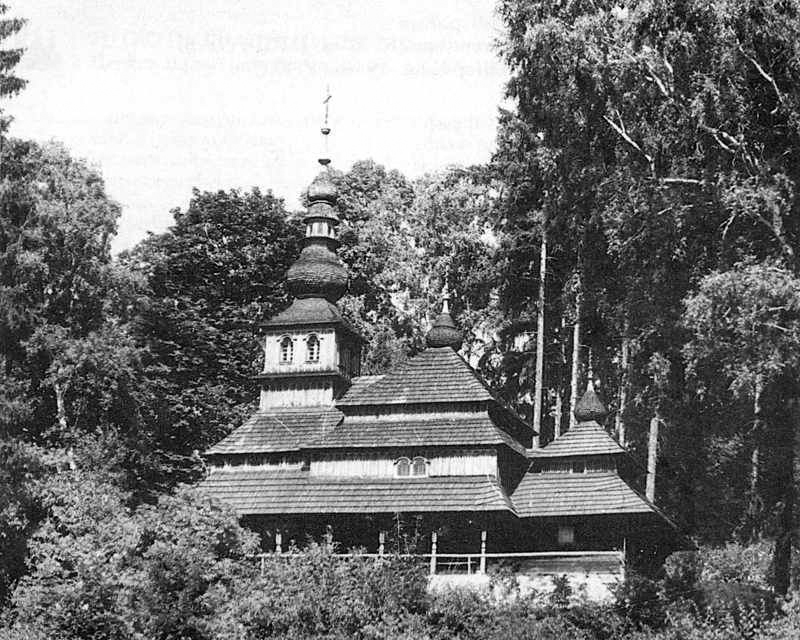
Церква Богородиці, що знаходилась в Обаві від 1788 до 1923 року. Перенесена до м. Нова Пака у Чехії

Збір коштів на нову муровану церкву в Обаві розпочався в 1928 р. Зберігся цікавий документ — спеціальна книжка для довіреної особи, видана 22 листопада 1928 р. з дозволу земського уряду в Ужгороді Івану Мадяру для збору коштів на термін 3 місяці. Усі сторінки книжки прошито і пронумеровано. Текст дозволу виписано чеською та українською мовами на першій сторінці, а на другій вміщено фото збирача й опис його зовнішності. Далі йде справжня колекція печаток закарпатських сіл Свалявського округу та деяких сіл Волівщини, якими засвідчували зібрані в селах суми.
За спогадами колишнього церківника Михайла Торинця (1919 р. н.), будівельними роботами керував майстер Михайло Козманка з Мукачева, а завершення церкви (встановлення вікон, вакування тощо) очолював майстер Іван Гановський.
Іконостас зробив Іван Павлишинець, настінне малювання — художники з Мукачева. Великий дзвін забрали в Першу світову війну, але залишилися два давні малі дзвони (їх було викрадено в 1990 p.). Дзвони не піднімали на турню, а розмістили в дерев'яній дзвіниці коло церкви.
Нині біля церкви — нова дзвіниця. На церковному подвір'ї поховано Федора Дзямка, який працював у Америці і подарував значну суму грошей на спорудження церкви. У 1943 р. будівельник Ярослав Веселі зробив ремонт церкви.
Місцевий парох Михайло Данканич був арештований 1949 р. і провів у ув'язненні 7 років.

## Населення
Згідно з переписом УРСР 1989 року чисельність наявного населення села становила 1866 осіб, з яких 915 чоловіків та 951 жінка.
За переписом населення України 2001 року в селі мешкало 990 осіб.

### Мова
Розподіл населення за рідною мовою за даними перепису 2001 року:
| Мова       | Відсоток |
| ---------- | -------- |
| українська | 99,19 %  |
| російська  | 0,40 %   |
| вірменська | 0,30 %   |
| німецька   | 0,10 %   |

## Туристичні місця
- храм Успіння пр. богородиці. XVIII ст.
- храм Покрови пр. Богородиці. 1930. 
- в урочищі Тимковиця - мінеральне джерело
- Обавський камінь: унікальний тим, що це кратер колись бурхливого вулкану. Він — один із 15 вулканів України. Назва скелі походить від села Обава, розташованого біля підніжжя гори. Зі східного боку скеля обривається — стрімчак заввишки 80 м. Дослідники припускають, що в минулому гора мала тільки одну вершину, та розкололася. Біля підніжжя б'є джерело з крижаною водою.
- плаский камінь. За переказами, на цій плиті свого часу обідав князь Ференц Ракоці. А коли від'їжджав звідси, його кінь ударив ногою і залишив слід копита. На Обавському камені росте папороть Вудсія альпійська, або багатоніжка. Її занесено до Червоної книги.

## Інтернет посилання
- http://www.woodenchurches.com.ua/ukr/mukach/obava.htm%5Bнедоступне+посилання+з+квітня+2019%5D

| Україна | Це незавершена стаття з географії України. Ви можете допомогти проєкту, виправивши або дописавши її. |